# 無線LAN

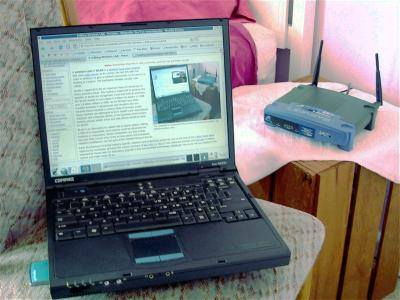
無線LAN接続の一例

無線LAN（むせんラン）とは、無線通信を利用して構築されるLANである。ワイヤレスLAN (Wireless LAN, WaveLAN)、もしくはそれを略してWLANとも呼ばれる。無線LANの通信方式には様々なものがあるが、著名な無線LANの規格としてIEEE 802.11があり、Wi-Fi（ワイファイ）は、その規格を使用する無線LANに関する登録商標である。

## 歴史
無線LANが普及する以前は、IrDA規格に準拠した赤外線通信がワイヤレス通信の主な手段であり、ノートパソコンや携帯電話、ICカード式公衆電話に搭載されていた。その後、IEEE 802.11が標準化され、1998年頃から、メーカーごとに策定中の規格を元に無線LAN機器として製品化されていた。しかし2Mbps程度と低速であり価格が高く、メーカーが異なると相互に接続できない等の問題があり、広く普及することはなかった。
IEEE 802.11bでは通信速度が11Mbpsに改善される予定であったが、当時はIEEE 802.11機器の価格が高いこともあり、Intelが推進していたHomeRF規格が家庭向け無線LANの本命と見られていた。しかしIEEE 802.11b正式標準化直前の1999年7月にApple Computer（現 : Apple）がAirPort（日本国内での名称はAirMac）を発表。これはアクセスポイントが299ドル、カードが99ドルという低価格で市場にインパクトを与え、これに日本ではメルコ（現: バッファロー）を始め各社も追従しIEEE 802.11b規格の機器が一般にも広く普及することとなった。

2009年9月、IEEE（米国電気電子学会）がIEEE 802.11n (11n)を正式に策定した。

## ローミング
無線LANのアクセスポイントが複数設置されている場合に、接続中のアクセスポイントから離れ、別のアクセスポイント付近に移動しても引き続き通信できる機能を「ローミング」と言う。
ローミング機能を使用するには、当該アクセスポイントがローミング機能に対応している必要がある。

## 各種方式

### IEEE 802.15シリーズ
- Bluetooth (IEEE 802.15.1) - モバイル機器向け
- Ultra Wideband (UWB, IEEE 802.15.3a)
- ZigBee (IEEE 802.15.4)

なお、IEEE 802.15シリーズを無線PAN (WPAN：Wireless Personal Area Network)と分類する事もある。

## セキュリティ
無線LANは、電波によって通信が行われるため、第三者によって通信内容を傍受される危険性がある。そのため、無線LANのアクセスポイントと通信を行う機器間とのセキュリティ対策が必要となる。たとえば、ネットワークキーと呼ばれるパスワードを用いて通信できるコンピュータをそのネットワークキーを知るコンピュータのみに限定させる方法がある。
暗号化通信におけるセキュリティ技術としては主にWEPやWPAやWPA2、IEEE 802.11iがある。これらの暗号化通信ではネットワークキーによって通信機器を限定する目的のほか、通信内容を暗号化することで第三者による通信内容の傍受を防ぐ目的もある。
近年は暗号化の解読技術が進み、WEPでは10秒で解読できるという論文がある。また、MACアドレスによって通信できるコンピュータを限定する手法も、MACアドレスの偽装が技術上可能であることから、強固なセキュリティ対策とは言えない。
情報処理推進機構によると家庭用であれば認証方式としてWPA2-PSK、暗号化方式としてAES（CCMP）を選択し十分な強度の共有鍵（大文字 (A - Z)・小文字 (a - z)・数字 (0 - 9)・記号 (!, $, %, \ など半角のもの) を全て含み20文字以上）を使用するべきであるという。
なお日本では、クラッキングなどの手法により、パスワードで保護されたネットワークに不正に侵入した場合、もしくは試みた場合は、不正アクセス行為の禁止等に関する法律に抵触する可能性がある。
もっとも、パスワード設定されていない無線LANを利用するだけの行為（タダ乗り）については刑事上の問題は生じない。弁護士の小倉秀夫によれば、係るタダ乗りは、不正アクセス行為に該当しないし、窃盗罪に問われることもないが、本来の利用者の使用を妨げるほどの帯域を使うような場合には、民事上の追及を受ける可能性があるとしている。

## 無線LANの各種機能
インフラストラクチャー・モード、アドホック・モード

### セキュリティ
SSID (Service Set ID)・ESSID (Extended SSID)
無線LAN接続のグループ分けを行うID。認証にも使用される。最大32文字までの英数字が設定できる。通常はアクセスポイントとクライアントの設定を合致させないと接続できない。合致させなくとも接続できるような設定も可能だが、フリースポット等の公衆無料接続サービスを提供する場合以外ではセキュリティ面から推奨されない。

#### 通信プロトコルと暗号化方法
WEP (Wired Equivalent Privacy)
無線LAN初期の規格。セキュリティの脆弱性が指摘されており、WEP方式の利用は推奨されない。WEPのパスワードは10秒程度で解読可能であり、AirSnortなどのクラッキングソフトが出回っているため、容易に乗っ取りが可能である。
WPA（Wi-Fi Protected Access）
WEPの脆弱性を改良するためIEEE 802.11iの策定に先立ち、Wi-Fi Allianceによって制定された。暗号化にはTKIP（Temporal Key Integrity Protocol）というストリーム暗号が用いられているが、これはWEPでのRC4方式に、鍵と初期ベクトルをミックスする関数を加えるなどして既知の攻撃を可能な限り避けようとしたものである。しかし実際にはWEPの場合と同様の攻撃の多くが効いてしまう（詳細は英語版のTKIPの記事を参照）。
WPA2（Wi-Fi Protected Access 2）
WPAのセキュリティ強化改良版。IEEE 802.11iの策定に伴い、それを取り込む形で制定された。暗号方式としては認証暗号のAES-CCMでMPDUやそのヘッダを守るCCMPという方式が採用されている。
WPA3（Wi-Fi Protected Access 3）
WPA2に関する深刻な脆弱性、KRACK (Key Re-installation Attack) が2017年10月に報告されたことを受け、2018年6月に策定されたセキュリティ規格。2019年4月にはWPA3にも脆弱性が報告されており、いたちごっこの状態が続いている。

#### PSKモードとEAPモード
WPA/WPA2/WPA3にはPSKモードとEAPモードという２つのモードがある。
PSKモード (Pre-Shared Key; 事前鍵共有)はパーソナルモードとも呼ばれ、アクセスポイント側に事前にパスワードを設定しておき、端末側でそのパスワードを入力する事で接続を開始する。通信に使う鍵はパスワードからPBKDF2というアルゴリズム（鍵導出関数）を用いて計算する。
一方EAPモードはエンタープライズモードとも呼ばれ、RADIUS認証サーバを使ってEAP (Extensible Authentication Protocol)の認証によりPPP接続する。その詳細はIEEE 802.1xに規格化されている。

### 設定
無線LANでは有線LANに比べ設定が複雑なため、以下のような規格、システムがある。機種によっては手動で設定しなければならない場合もある。
WPS (Wi-Fi Setup)
WPAを初心者にも簡単に設定できるようにする規格。Wi-Fiアライアンスによって策定され、メーカーを問わず利用できる。なお規格にはセキュリテイ上問題があり、PIN認証を用いた場合にはPINがブルートフォース攻撃できてしまうため、何度か認証に失敗すると認証をロックするよう設定された機種を使うか、ユーザの側でPIN設定後にWPSを無効化するなどして防御する必要がある。
AirStation One-Touch Secure System（AOSS）
バッファローが発売しているAirStationに導入されている設定システム。
らくらく無線スタート
NECアクセステクニカ株式会社（現・NECプラットフォームズ）が開発した設定システム。

### 独自拡張
メーカーによっては、IEEE 802.11a/b/gとの接続性を確保したまま独自の改良を加えた技術が存在する。高速化技術（圧縮・プロトコル最適化等）としては「SuperAG」「SuperG」「フレームバースト」「フレームバーストEX」などが、到達エリア拡大技術としては「XR（eXtended Range）」がある（SuperAG、SuperG、XRは米クアルコム・アセロスの商標）。これらはメーカーの独自拡張であるため、親機子機が同じメーカー製であり両方が対応していないと効果はない。これらの登場は最大通信速度は54Mbpsである802.11a、11gが主流の頃であったが、その後に大幅に通信速度を向上した802.11nが広まってからはあまり見られなくなった。

## メッシュ型無線LAN

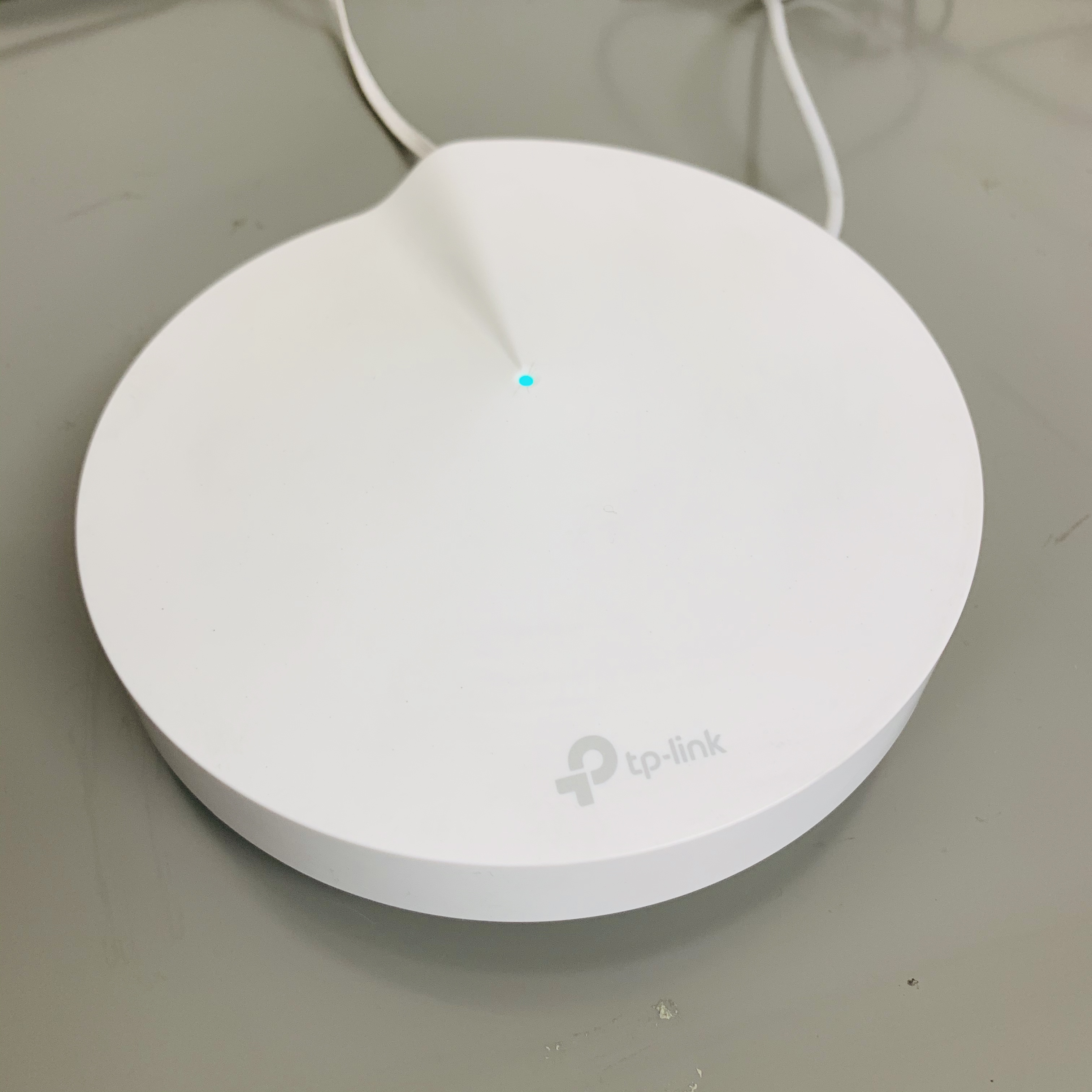
メッシュWi-Fiユニット

メッシュ型無線LANはメッシュWi-Fiとも呼ばれる。メッシュネットワークを無線LANに応用したもので、複数のサテライトが相互に接続されたネットワークを構成する。

## 公衆無線LAN
公衆にアクセスポイントへの接続を提供してそれによりインターネットへの接続手段を提供するサービスを、公衆無線LANと言う。公衆無線LANにはホットスポットやFREESPOTなどがある。

## 高出力無線LAN

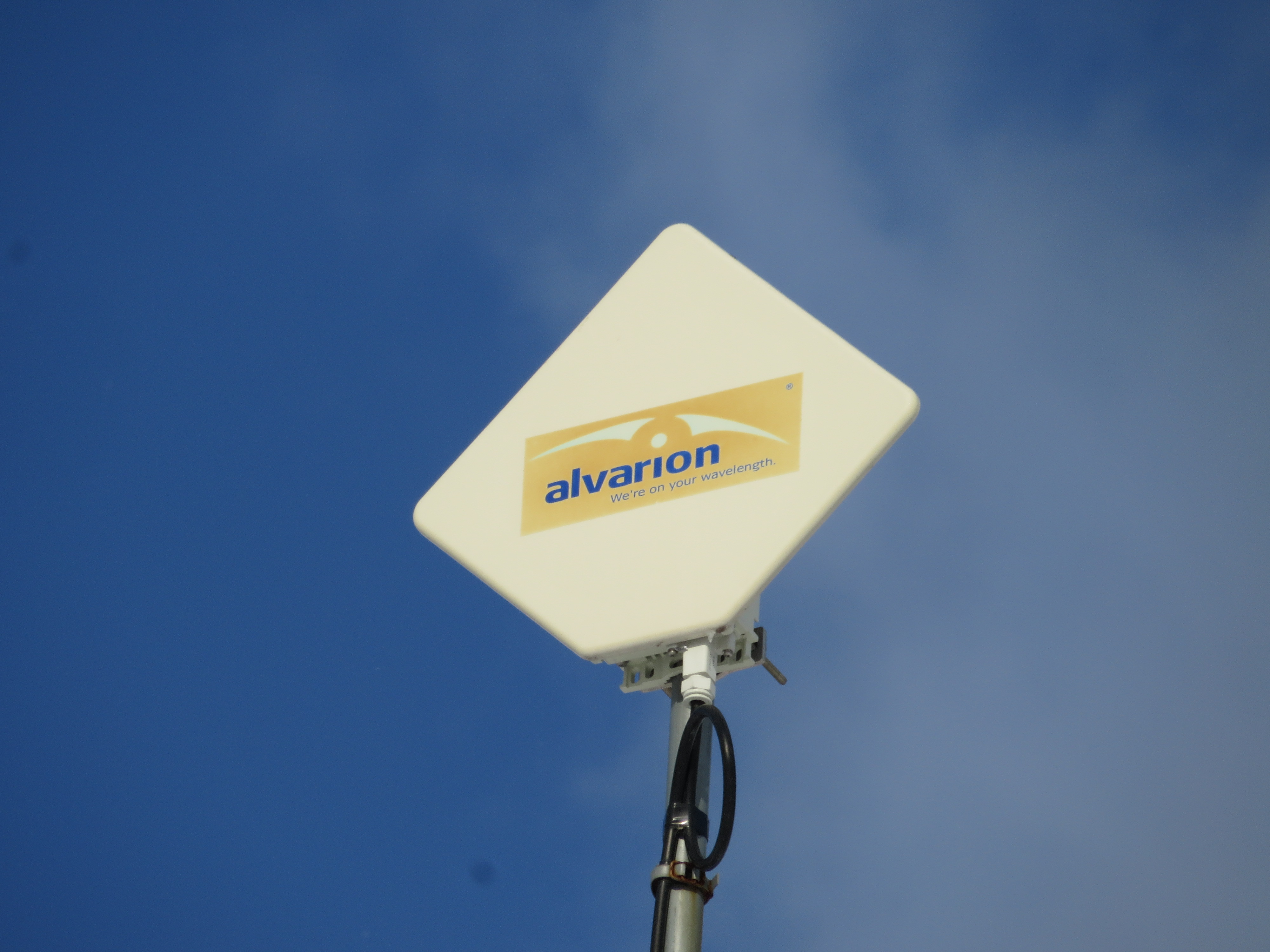
5GHz帯無線アクセスシステムのアンテナ

5GHz帯無線アクセスシステムとも呼ばれている。250mWの高出力無線LAN（IEEE 802.11j）であり、伝送距離は数km。周波数は専用の4.9∼5GHz（184, 188, 192, 196チャンネル）を使用。通信速度はIEEE 802.11jで最大54Mbps、IEEE 802.11j/nで最大100Mbps以上となっている（いずれもベストエフォート）ほか、次世代のIEEE802.11j/acに対応するシステムも登場している。なお使用する際には無線局の免許を取得する必要がある。
広大な工事現場・農場・工場などの構内LANや、離れた施設間を繋ぐLAN回線、自治体・自治会などの自営無線IP通信、ADSL・光回線を引くことが困難な地域で提供されている無線インターネット回線「スカイネットV」・「宜野座村ブロードバンドサービス 宜野座BB」、ワイコム「Air5G」などで使用されている。

## 企業などでの利用
無線LANの大衆普及に伴い、無線LANアクセスポイントの高機能化が進み、様々な場面で利用されることが増えた。しかし無線の特性上、企業向けなどの大規模なネットワークの構成時には機器を多数設置する必要があることから、家庭向けの高機能な単体機器では管理・メンテナンス性や耐障害性等の問題が生じることもある。そのため無線LANスイッチ（無線LANコントローラ）を使用して集中管理を行い、無線LANアクセスポイントは極力単純な設計のもの（シンアクセスポイント）が選択されることもある。

## 各国の法規制

### 日本

#### 電波法
1992年（平成4年）に小電力無線局の一種、小電力データ通信システムの無線局として制度化された。
小電力無線局は免許不要局の一種で、無線局の免許は不要だが、適合表示無線設備を使用しなければならない。
そのため技術基準が規定され、技術基準適合証明の対象ともされた。
また、電気通信回線に接続するものは電気通信事業法令上の端末機器として技術基準適合認定も要する。
小電力データ通信システムの無線局として必要な表示は小電力データ通信システム#表示を参照
技適マークがなければ日本国内で使用してはならない。また、技術基準にはアンテナ系を除き「容易に開けることができないこと」とあり、特殊ねじなどが用いられているので、使用者は改造はもちろん保守・修理のためであっても分解してはならない。国内向けであっても改造されたものは、技術基準適合証明が無効になるので不法無線局となる。
ISMバンドを用いる高周波利用設備からは、有害な混信を容認しなければならない。最も普及している2.4GHz帯の機器の場合、稼働中の電子レンジの付近では、通信に著しい影響が出たり通信不能に陥る。
法的にはVICS (ETC)・一般用RFID・アマチュア無線局機器など、無線局免許状・無線局登録を受けて運用する無線局からの有害な混信に対しては、異議・排除を申し立てる権利は一切無く、逆に使用中止を要求されたら、利用者は従わねばならない。近年では医療機器の通信など重要な用途にも使われていることから、無線LANが公共用途である場合は無線LANが優先され、最終的には当事者間の話し合いで解決しているのが現状である。
無線LANと同等の小電力無線局として小電力用RFID、2.4GHz帯デジタルコードレス電話、模型飛行機のラジコン、マルチコプター、Bluetoothなどがあり、これらに対しては先に使用しているものが優先するが、実際には混信を完全に回避できるものではない。特に都市部ではコンビニエンスストアに設置された大出力の業務用電子レンジ、公衆無線LANなどが多数あり混信の回避は不可能に近い。
別ネットワークの複数機器がアクセスポイント等でチャネルが重なると、スループット低下などの影響を受けるため、対応策として電波法の規定を超えた出力の無線LAN機器の違法販売も行われていたが、スマートアンテナやビームフォーミングなど、出力を上げずに電波干渉を抑制する技術の導入や、5GHz帯の普及で下火となった。

#### アマチュア無線における無線LAN
2009年（平成21年）5月、アマチュア無線局JF1DQIが5.6GHz帯、10.1GHz帯、24GHz帯においてIEEE 802.11b/g方式の無線LANをアマチュア業務として運用できる無線局免許状を与えられた。設備は一般的に市販されているUSB無線LANアダプタで外部アンテナ端子がある機種（2000円以下）を用い、そのアンテナ端子にトランスバーター（周波数変換を行う機器）を接続し5.6GHz帯、10.1GHz帯、24GHz帯での運用を可能にしている。
アマチュア無線では、暗語の使用や秘匿性のある無線設備は認められていないため、暗号化技術であるWEP・WPAの設定などをせず、無線局を運用することが条件として求められた。アマチュア無線で使用できる周波数帯には2.4GHz帯もあるが、この周波数帯での運用は、一般的に使用されている「無線LANとの誤接続の可能性がある」として許可されなかった。マイクロ波における遠距離および高速データ通信の実験を目指している。この局以外にも、首都圏で数局が無線局免許状の申請を準備している。

### アメリカ
アメリカでは連邦通信委員会 (FCC)が無線LAN網についての管理を行っている。
なお、アメリカでは自治体による無線LANを含むブロードバンド網構築について、通信事業者等からは民業圧迫だという主張があり州法で規制する動きもある。2014年2月時点で20州がブロードバンド・サービス提供に何からの制限を加えている。